# Кубок обладателей кубков КАФ 1993
Кубок обладателей кубков КАФ 1993 — 19-й розыгрыш клубного футбольного турнира КАФ. В турнире приняли участие 41 африканский клуб. Победителем в четвёртый раз стал египетский клуб «Аль-Ахли».

## Предварительный раунд
| Команда 1        | Итог       | Команда 2             | 1-й матч | 2-й матч |
| ---------------- | ---------- | --------------------- | -------- | -------- |
| Газель           | 2–3        | Эла Нгуема            | 1–1      | 1–2      |
| Хафия            | 2–1        | Стад Мальен           | 2–0      | 0–1      |
| Джомо Космос     | 7–0        | Денвер Сандаунз       | 1–0      | 6–0      |
| Ливерпуль        | 2–1        | ТАФИК                 | 1–1      | 1–0      |
| Памба            | (г.в.) 2–2 | Мукура Виктори Спортс | 0–1      | 2–1      |
| Кансадо          | -          | Бенфика               | -        | -        |
| Семасси          | -          | Дайамонд Старз        | -        | -        |
| Силвер Страйкерз | 1–4        | Арсенал               | 0–2      | 1–2      |
| Тампет Мокаф     | 2–3        | Петру Атлетику        | 1–2      | 1–1      |

## Первый раунд
| Команда 1           | Итог       | Команда 2        | 1-й матч | 2-й матч |
| ------------------- | ---------- | ---------------- | -------- | -------- |
| Африка Спорт        | -          | НПА Энчорс       | -        | -        |
| Аль-Ахли            | 5–0        | Памба            | 5–0      | 0–0      |
| Аль-Меррейх         | 3–2        | Экспресс         | 3–0      | 0–2      |
| КАРА                | 2–3        | Петру Атлетику   | 1–0      | 1–3      |
| КОСФАП              | 2–5        | Джомо Космос     | 0–2      | 2–3      |
| Клуб де Газа        | 3–3 (г.в.) | Арсенал          | 2–2      | 1–1      |
| Мотема Пембе        | -          | Ливерпуль        | 6–1      | -        |
| Дельта Спорт        | 1–2        | Семасси          | 1–0      | 0–2      |
| Драгон де Л'Уэме    | 6–2        | Олимпик (Ниамей) | 4–0      | 2–2      |
| Эль-Канеми Уорриорз | 4–0        | Эла Нгуема       | 4–0      | 0–0      |
| Кабилия             | 11–2       | Кансадо          | 8–1      | 3–1      |
| Кабве Уорриорз      | -          | Принс Луи        | 2–1      | -        |
| Олимпик (Мволе)     | 2–1        | Кадиого          | 1–0      | 1–1      |
| Стад Тунизьен       | 1–0        | Хафия            | 1–0      | 0–0      |
| Ворадеп             | 0–1        | Горе             | 0–0      | 0–1      |
| Уонки               | 1–3        | Кения Брюриерс   | 0–2      | 1–1      |

## Второй раунд
| Команда 1           | Итог       | Команда 2        | 1-й матч | 2-й матч |
| ------------------- | ---------- | ---------------- | -------- | -------- |
| Африка Спорт        | 7–0        | Семасси          | 4–0      | 3–0      |
| Арсенал             | 0–2        | Аль-Ахли         | 0–1      | 0–1      |
| Кения Брюриерс      | 1–2        | Аль-Меррейх      | 1–1      | 0–1      |
| Мотема Пембе        | (г.в.) 2–2 | Петру Атлетику   | 0–0      | 2–2      |
| Эль-Канеми Уорриорз | 4–3        | Олимпик (Мволе)  | 4–0      | 0–3      |
| Кабилия             | 4–3        | Драгон де Л'Уэме | 4–0      | 0–3      |
| Принс Луи           | 3–7        | Джомо Космос     | 3–3      | 0–4      |
| Стад Тунизьен       | 2–1        | Горе             | 2–0      | 0–1      |

## Четвертьфиналы
| Команда 1           | Итог       | Команда 2     | 1-й матч | 2-й матч |
| ------------------- | ---------- | ------------- | -------- | -------- |
| Африка Спорт        | 4–1        | Кабилия       | 4–0      | 0–1      |
| Аль-Меррейх         | 2–7        | Аль-Ахли      | 1–2      | 1–5      |
| Мотема Пембе        | 2–2 (г.в.) | Джомо Космос  | 2–1      | 0–1      |
| Эль-Канеми Уорриорз | 2–1        | Стад Тунизьен | 1–0      | 1–1      |

## Полуфиналы
| Команда 1    | Итог | Команда 2           | 1-й матч | 2-й матч |
| ------------ | ---- | ------------------- | -------- | -------- |
| Джомо Космос | 1–5  | Африка Спорт        | 1–1      | 0–4      |
| Аль-Ахли     | 3–0  | Эль-Канеми Уорриорз | 3–0      | 0–0      |

## Финал
Первый матч состоялся 19 ноября, ответный — 3 декабря 1993 года.
| Команда 1    | Итог | Команда 2 | 1-й матч | 2-й матч |
| ------------ | ---- | --------- | -------- | -------- |
| Африка Спорт | 1–2  | Аль-Ахли  | 1–1      | 0–1      |

## Чемпион
| Победитель Кубок обладателей кубков КАФ 1993 |
| -------------------------------------------- |
| Аль-Ахли 4-й титул                           |